# DSV
Файлы формата DSV (Delimiter-Separated Values) представляют собой текстовые документы, в которых данные организованы в виде строк, разделённых определённым символом. Обычно в качестве разделителей используют запятые, табуляцию или другие символы, такие как точки с запятой или вертикальные черты.

## Основные особенности DSV
1. Структура: Каждая строка файла соответствует записи, а элементы записи отделены выбранным разделителем.
2. Гибкость: Формат DSV позволяет использовать различные символы-разделители в зависимости от контекста. Например, если данные содержат запятые, можно выбрать табуляцию или точку с запятой.
3. Читаемость: DSV-файлы легко воспринимаются как людьми, так и программами. Их можно открывать в текстовых редакторах и импортировать в табличные процессоры, такие как LibreOffice Calc или Таблицы OnlyOffice.
4. Применение: Данные в формате DSV часто используются для обмена информацией между разными системами и для хранения данных в простом текстовом формате.

## Пример DSV
Предположим, у нас есть файл с информацией о пользователях, где поля разделены запятыми:
Имя,Возраст,Город
Алексей,30,Москва
Мария,25,Санкт-Петербург
Иван,28,Новосибирск

В данном примере:
- Первая строка содержит названия полей.
- Каждая последующая строка представляет собой запись с данными о конкретном пользователе.

## Заключение
Файлы DSV являются универсальным и простым способом хранения и обмена структурированной информацией. Их гибкость и простота делают их популярным выбором в различных областях.